# Валаам (чародей)
Вижте пояснителната страница за други значения на Валаам.
Валаам се споменава в Библията като сребролюбив чародей в град Фатур на Ефрат и пророк, който не умрял „както умират праведните“ (Чис. 22, 25, 31). Извикан бил от Валак, Моавския цар, да прокълне израилтяните за да не би да нападнат земята му. Бог изпратил ангел да възпре пътя му. При това Валаамовата ослица проговорила с човешки глас и вместо да прокълне израилтяните, Валаам бил принуден да ги благослови – дори три пъти. По-късно Валак, по съвета на Валаам, вкарва израилтяните в идолопоклонство и блудство, за което 24 000 израиляни били убити.